# Copa Campeón de Campeones
La Copa Campeón de Campeones (o Supercopa) es un trofeo futbolístico que se disputa entre equipos de Guatemala. Se inició en 1952 y hasta 1998 enfrentaba al campeón de la Liga Nacional contra el ganador del Torneo de Copa, a partir del año 2019, se enfrentan, el campeón del Torneo Apertura contra el ganador del Torneo Clausura.
CSD Municipal es el último campeón de este torneo. El club con más títulos es Comunicaciones con 10.
En 2024 se jugó un amistoso llamado "Copa Independencia" , como lo mencionaron los presidentes de ambos equipos este era un título amistoso y se organizó en Estados Unidos con árbitros internacionales.

## Historial
| Año           | Campeón                | Campeón de                | Resultado        | Subcampeón         | Campeón de | Notas |
| 1952 Detalles | Municipal              | Liga                      | 2-1              | Comunicaciones     | Copa       | |
| 1954          | Tipografía Nacional    | Liga en 1953 Copa en 1954 |                  |                    |            | Tipografía Nacional ganó tanto la Liga como la Copa, por lo que automáticamente se adjudicó como Campeón de Campeones. |
| 1955 Detalles | Comunicaciones         | Copa                      | 2-0              | Municipal          | Liga       | |
| 1956          | Comunicaciones         | Liga                      | 1-0              | IRCA               | Copa       | |
| 1958          | Comunicaciones         | Liga                      | 2-1              | Aurora             | Copa       | |
| 1961 Detalles | Comunicaciones         | Liga                      | 3-1              | Municipal          | Copa       | |
| 1963          | Xelajú M.C.            | Liga en 1962 Copa 1963    |                  |                    |            | Xelajú MC ganó tanto la Liga como la Copa, por lo que automáticamente se adjudicó como Campeón de Campeones.           |
| 1967          | Municipal              | Copa                      | 3-0              | Aurora             | Liga       | |
| 1968          | Aurora                 | Liga y Copa en 1968       |                  |                    |            | Aurora ganó tanto la Liga como la Copa, por lo que automáticamente se adjudicó como Campeón de Campeones.              |
| 1977          | Municipal              | Liga                      | 2-1              | Xelajú M.C.        | ?          | |
| 1980          | Galcasa de Villa Nueva | Copa                      | ?                | Xelajú M.C.        | Liga       | |
| 1983          | Comunicaciones         | Liga en 1982 Copa en 1983 |                  |                    |            | Comunicaciones ganó tanto la Liga como la Copa, por lo que automáticamente se adjudicó como Campeón de Campeones.      |
| 1984          | Suchitepéquez          | Liga                      | 1-1 (5-4 p.)     | Comunicaciones     | Copa       | |
| 1985          | Comunicaciones         | Liga                      | 3-1              | Juventud Retalteca | Copa       | |
| 1986          | Aurora                 | Liga                      | 2-0              | Comunicaciones     | Copa       | |
| 1991          | Comunicaciones         | Liga y Copa en 1991       |                  |                    |            | Comunicaciones ganó tanto la Liga como la Copa, por lo que automáticamente se adjudicó como Campeón de Campeones.      |
| 1992          | Suchitepéquez          | Copa                      | 4-2              | Municipal          | Liga       | |
| 1994          | Municipal              | Liga                      | 3-0              | Suchitepéquez      | Copa       | |
| 1995 Detalles | Comunicaciones         | Liga                      | 1-0 0-1 (5-4 p.) | Municipal          | Copa       | |
| 1996          | Municipal              | Copa                      | 2-1 0-0          | Xelajú M.C.        | Liga       | |
| 1997 Detalles | Comunicaciones         | Liga                      | 3-3 (7-6 p.)     | Amatitlán          | Copa       | |
| 1998          | Comunicaciones         | Liga                      | 2-2 6-0          | Suchitepéquez      | Copa       | |
| 2019 Detalles | Guastatoya             | Apertura                  | 0-1 4-1          | Antigua Guatemala  | Clausura   | |

## Palmarés
| Club                   | Títulos | Subtítulos | Años Campeón                                               | Años Subcampeón        |
| ---------------------- | ------- | ---------- | ---------------------------------------------------------- | ---------------------- |
| Comunicaciones         | 10      | 4          | 1955, 1956, 1959, 1961, 1983, 1985, 1991, 1995, 1997, 1998 | 1952, 1984, 1986       |
| Municipal              | 5       | 4          | 1952, 1967, 1977, 1994, 1996                               | 1955, 1961, 1992, 1995 |
| Aurora                 | 2       | 2          | 1968, 1986                                                 | 1958, 1967             |
| Suchitepéquez          | 2       | 2          | 1984, 1992                                                 | 1994, 1998             |
| Xelajú Mario Camposeco | 1       | 3          | 1962                                                       | 1977, 1980. 1996       |
| Tipografía Nacional    | 1       | -          | 1954                                                       | -                      |
| Galcasa de Villa Nueva | 1       | -          | 1980                                                       | -                      |
| Guastatoya             | 1       | -          | 2019                                                       | -                      |
| IRCA                   | -       | 1          | -                                                          | 1956                   |
| Juventud Retalteca     | -       | 1          | -                                                          | 1985                   |
| Amatitlán              | -       | 1          | -                                                          | 1997                   |
| Antigua Guatemala      | -       | 1          | -                                                          | 2019                   |

## Participaciones
| Equipo                 | Participaciones |
| ---------------------- | --------------- |
| Comunicaciones         | 14              |
| Municipal              | 10              |
| Aurora                 | 4               |
| Suchitepéquez          | 4               |
| Xelajú Mario Camposeco | 4               |
| Tipografía Nacional    | 1               |
| Galcasa de Villa Nueva | 1               |
| Guastatoya             | 1               |
| IRCA                   | 1               |
| Juventud Retalteca     | 1               |
| Amatitlán              | 1               |
| Antigua Guatemala      | 1               |